# Мерва
Ме́рва — село в Україні, у Берестечківській громаді Луцького району Волинської області. Населення становить 260 осіб.

## Географія
Село розташоване у місці злиття річки Судилівки в Стир.

## Історія
У 1906 році село Берестецької волості Дубенського повіту Волинської губернії. Відстань від повітового міста 60 верст, від волості 5. Дворів 47, мешканців 531.

## Новітня історія
7 січня 2019 року громада УПЦ Московського патріархату Різдва Пресвятої Богородиці виявила бажання приєднатися до ПЦУ. 
14 січня Горохівський благочинний протоієрей Андрій Сидор очолив Божественну Літургію.
12 червня 2020 року, відповідно до розпорядження Кабінету Міністрів України № 708-р «Про визначення адміністративних центрів та затвердження територій територіальних громад Волинської області», село увійшло у склад Берестечківської міської громади.

## Населення
Згідно з переписом УРСР 1989 року чисельність наявного населення села становила 527 осіб, з яких 251 чоловік та 276 жінок.
За переписом населення України 2001 року в селі мешкали 534 особи.

### Мова
Розподіл населення за рідною мовою за даними перепису 2001 року:
| Мова       | Відсоток |
| ---------- | -------- |
| українська | 99,44 %  |
| російська  | 0,56 %   |